# Христофору, Константинос
Константинос Христофору (греч. Κωνσταντίνος Χριστοφόρου) —  кипрский певец, представитель страны на Евровидении — 1996, 2002 и 2005.
Музыкальная карьера Константиноса началась в 1994 году. Его первый альбом O, ti m'afora вышел два года спустя и стал трижды платиновым. В том же году Христофору стало сотрудничать с популярной певицей Анной Висси, сопровождая её в турне по Кипру и в афинских концертах с Сакисом Рувасом. Он продолжал выступать с Висси вплоть до 1999 года.
В 1999 году по предложению композитора и продюсера Йоргоса Теофануса он стал солистом  кипрско-греческой группы  One. С 2003 года Константинос сосредоточился на сольной карьере.
Он три раза представлял Кипр на песенном конкурсе Евровидение, в 1996-м и 2005-м сольно (9-е и 18-е места) и в 2002-м  вместе с One (6-е место с 85 баллами).
В 2017 году выступал в качестве глашатая от Греции.

## Дискография
One
- ONE (1999)
- Μωρό μου (2001)
- Εχω τοσα να σου πω (2002)
- Live (2003)

Сольно
- Ο,τι Μ' Αφορά (1996)
- Η αγάπη σου πάει (2003)
- Ιδιωτική παράσταση (2004)
- Ο γύρος του κόσμου (2005)
- Η αλήθεια είναι μία (2007)
- Αλλιώς (2009)